# Kruiswerk
Het begrip kruiswerk is afgeleid van het werk dat kruisverenigingen hun leden aanbieden. Het kruiswerk is in te delen in vier soorten diensten: a) voorlichting, advisering en preventie met betrekking tot gezondheid en ziekte, b) wijkverpleging, c) gezinszorg (bij bevallingen kraamzorg) en persoonlijke verzorging, en d) het uitlenen van verpleegartikelen en hulpmiddelen.
De activiteiten van het kruiswerk omvatten onder meer zwangerschapszorg, kraamzorg, jeugdgezondheidszorg, huishoudelijke hulp bij ziekenhuisopname, haarwerk aan huis, verpleging en verzorging van zieken, gehandicapten en ouderen thuis, personenalarmering en maaltijddienst. Verdere activiteiten zijn preventieve ouderenzorg, voedingsvoorlichting en dieetadvisering, gezondheidsvoorlichting en -opvoeding.
De meeste zorgverzekeraars bieden een polis aan waar het lidmaatschap van een kruisvereniging wordt vergoed.
De meeste kruisverenigingen zijn sinds de jaren tachtig samengegaan met, of opgegaan in, organisaties voor zorg thuis, veel vestigingen en consultatiebureaus zijn opgeheven.